# Georgi Slatarski

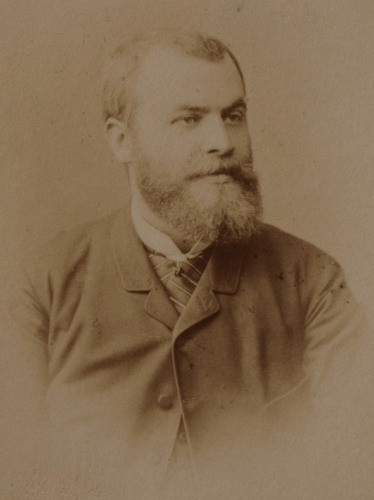
Wassil Slatarski (um 1880)

Georgi Nikolow Slatarski (bulgarisch Георги Николов Златарски, meist Georgi Zlatarski oder Georg Zlatarski; * 25. Januar 1854 in Tarnowo, damals Osmanisches Reich, heute Bulgarien; † 9. August 1909 ebenda) war ein bulgarischer Naturwissenschaftler, Geologe, Begründer der bulgarischen Geologie sowie Rektor der Universität Sofia.

## Leben
Georgi Slatarski wurde in der zentralen Balkanstadt Tarnowo 1855 im damaligen Osmanischen Reich in der Zeit der Bulgarischen Aufklärung geboren. Er besuchte die Grundschule in Tarnowo und anschließend die Kaiserliche Galatasaray-Schule in der osmanischen Hauptstadt Istanbul. Von 1876 bis 1880 studierte er Naturwissenschaften an der Universität Zagreb.
Nach dem Studium kehrte Slatarski in das nun befreite Bulgarien zurück und wurde ab Juni 1880 Staatsgeologe und Mineraloge beim Bulgarischen Finanzministerium. In dieser Funktion gestaltete er 1882 die erste bulgarische Ausstellung für Mineralien und Bodenschätze in Plowdiw. Im selben Jahr publizierte er mit dem Werk Die Erze in Bulgarien (bulgarisch Рудите в България) die erste wissenschaftliche Arbeit der bulgarischen Geologie.
Am Serbisch-Bulgarischen Krieg von 1885 nahm er als Freiwilliger teil.
Ab 1890 wurde Slatarski Leiter der Abteilung für Bergwerke und Geologie beim Finanzministerium und 1893 Leiter des Geologie-Abteilung des Ministeriums für Handel und Landwirtschaft. In dieser Funktion besuchte er Österreich-Ungarn und Großbritannien und stand mit Franz Toula und Konstantin Jireček in Kontakt. Zusätzlich war Slatarski Dozent an der Universität Sofia für Allgemeine Geologie, Historische Geologie, Geologie Bulgariens, Paläontologie der Wirbellose, Physische und Dynamische Geologie, Geotektonik, Paläozoologie.
Zu dieser Zeit wurden die Dekane und Rektoren der Universität Sofia für jeweils ein Jahr aus dem Kollegium ausgewählt. 1897 und 1901 wurde Slatarski zum Rektor der Universität und 1903 zum Dekan der Fakultät für Physik und Mathematik gewählt.

## Familie

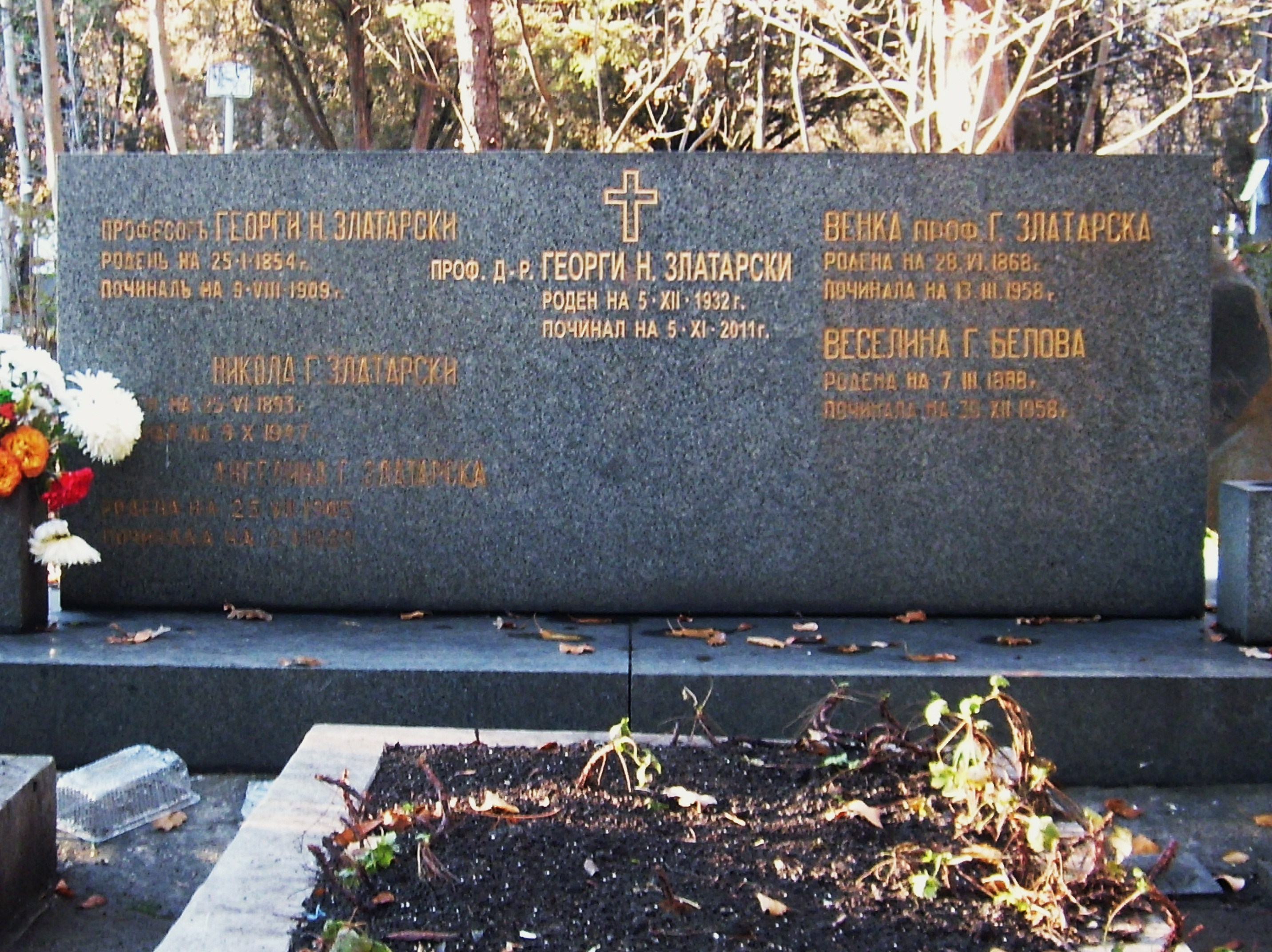
Familiengrab von Georgi Slatarski am Sofioter Zentralfriedhof

Georgi war der Sohn des Aufklärers Nikola Slatarski und der Kaufmannstochter aus Tarnowo Anastasija Gantschowa. Die Geschwister von Georgi Slatarski waren Aleksandar Slatarski, Mitbegründer des bulgarischen Rechnungshofes, Wassil Slatarski, Begründer der bulgarischen Historiographie und Rektor der Universität Sofia, Stefan Slatarski, Generalmajor der russischen Armee, und Wiktorija, Großmutter von Wiktorija Winarowa, einer der ersten bulgarische Architektinnen. Letztere war verheiratet mit dem Architekten Boris Winarow, Sohn des Generals Warban Winarow.

## Veröffentlichungen (Auswahl)
- Геология на България [La Geologie de la Bulgarie]. archive.org
  - Geologie von Bulgarien. Druck Chudoschnik, Sofia 1927
- Beiträge zur Geologie des nördlichen Balkanvorlandes zwischen den Flüssen Isker und Jantra. In: Franz Toula (Hrsg.): Geologische Untersuchungen im centralen Balkan und in den angrenzenden Gebieten. Besonders abgedruckt aus dem LV Bande der Denkschriften der mathematisch-naturwissenschaftlichen Classe der kaiserlichen Akademie der Wissen-schaften. Wien 1889, in-4 0, S. 249–341.
- Analyse de ce memoire par G. N. Zlatarski Suivie d’un exposé général sur la Géologie de la Bulgarie centrale. In: Bulletin de la Société belge de géologie, de paléontologie et d’hydrologie.
- Sitzungsberichte der Kaiserlichen Akademie der Wissenschaften, Mathematisch-Naturwissenschaftliche Classe, Band 93, Wien, 1886, S. 249–341.
- Sur l’age des couches urgonien de Bulgarie (en collaboration avec M. V. Paquier). In: Bull. Soc. géol. France, Band 4, Paris, 1901, S. 286–287.
- Ein geologischer Bericht ṻber die Sredna gora zwischen den Flṻssen Topolnitza und Strema. In: Denkschriften der Kaiserlichen Akademie der Wissenschaften, Mathematisch-Naturwissenschaftliche Classe, Wien, 1890, S. 559–568.